# Požeg
Požeg je naselje v Občini Rače - Fram. V bližini je Krajinski park Rački ribniki - Požeg.